# 地域農林経済学会
地域農林経済学会（ちいきのうりんけいざいがっかい、英語: The Association For Regional Agricultural And Forestry Economics (ARFE)）は、日本の学術研究団体の一つ。

## 概要
1951年11月設立。学術研究団体としての種別は単独学会。
地域の実態に即して、農林業問題に関する経済的・社会的研究を進め、農林業の発展に寄与することを目的としている。
国内においては日本農学会に、国際学術連合体としては国際農業経済学会に加盟している。

## 沿革
- 1951年 - 関西農業経済学会発足。
- 1989年 - 地域農林経済学会に改称。

## 刊行物

### 農林業問題研究
- 誌名（和文）：農林業問題研究
- 誌名（欧文）：Journal of Rural Problem
- 創刊年：1965
- 資料種別：ジャーナル（査読付き論文を含む）
- 使用言語：日英混在
- 発行形態：eジャーナル
- 著作権帰属先：学会
- クリエイティブコモンズ：定めていない
- 購読：無料